# Прапор Чортівця
Прапор Чортівця — один з офіційних символів села Чортовець Івано-Франківської області.
Затверджений 11 вересня 2009 року рішенням сесії сільської ради.
Автор проекту прапора — Андрій Гречило.

## Опис
Квадратне полотнище, що складається з двох горизонтальних смуг, розділених зубчасто, верхня синя (завширшки в 3/4 сторони прапора), нижня — жовта, посередині синього поля — опущений додолу білий меч з жовтим руків’ям, вгорі обабіч нього — по жовтому прямому хресту з трьома конюшиноподібними кінцями.

## Зміст
Зубчасте ділення вказує на історію становлення Чортівця як оборонного містечка. Меч уособлює традиції боротьби за волю й незалежність проти нападників, а хрести підкреслюють високу духовність місцевих мешканців, побудовані тут церкви та каплички. 